# طهران

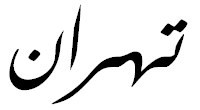
كتابة (طهران) بالخط الفارسي أو خط تعليق (نستعليق)

طِهران (بالفارسية: تهران) () هي عاصمة إيران، ومركز محافظة طهران، وأكبر مدن إيران ومن أكثر مدن المنطقة اكتظاظًا بالسكان، وهي المركز الثقافي والاقتصادي والسياسي للبلاد، وتعتبر العاصمة الثانية والثلاثون لإيران بعد أن انتقلت إليها من مدينة شيراز، تقع مدينة طهران على خط عرض 35.41 شمالاً وعلى خط طول 51.25 شرقاً على السفوح الجنوبية لجبال البرز وتصعد أحيائها الراقية في شمال المدينة على الأقدام الجنوبية لـجبال البرز. يبلغ عدد سكانها حوالي إثني عشر مليون نسمة حسب إحصاء عام 2012. تتركز فيها ما يفوق نصف صناعات البلاد الأساسية مثل الصناعات الكهربائية، النسيج، السكر، الاسمنت، الكيميائيات وغيرها. إضافة إلى العديد من المسارح، المدارس، الجامعات، الحدائق والمتاحف.
الغالبية العظمى من سكان مدينة طهران يتكلمون باللغة الفارسية وحوالي 99٪ من سكان العاصمة يفهمون ويتحدثون الفارسية. وهناك أيضا أعداد كبيرة من القوميات الإيرانية الأخرى في المدينة مثل الأذربيجانيين، المازندرانيین، الجيلانين، الأرمن، اللور والأكراد الذين يتحدثون الفارسية كلغة ثانية.
شهدت المدينة مؤتمرا تاريخيًا هامًا يدعى مؤتمر طهران، وهو الاجتماع الأول للقادة الرئيسيين لقوات الحلفاء خلال الحرب العالمية الثانية. وهم الذين كانوا يعرفون بالقادة الكبار حينئد، وهم كل من رئيس وزراء بريطانيا ونستون تشرشل ورئيس الولايات المتحدة فرانكلين روزفلت ورئيس الاتحاد السوفياتي (سابقا) جوزيف ستالين. وانعقد المؤتمر في 28 نوفمبر/تشرين الثاني لمدة أربعة أيام.

## المدينة
طِهران من أكثر المدن حداثة في الشرق الأوسط، وقد تم تشييد أجزاء منها أو إعادة تشييدها في العشرينيات من القرن العشرين الميلادي. وشوارع المدينة عريضة وتحيط بها عمارات حديثة شاهقة على نمط المعمار الغربي. وتقع المباني التجارية والحكومية الرئيسية وكذلك المتاجر العصرية في وسط المدينة. كما تقع في نفس المنطقة الأحياء التجارية القديمة، حيث يقوم التجار بعرض المنسوجات، والمجوهرات، والمصنوعات اليدوية في بازار (سوق) يرجع تأريخه إلى مئات السنين.
ومعظم السكان من الطبقة الوسطى في طهران، ويعيشون في العمارات السكنية وتعيش أعداد كبيرة من الفقراء في شقق ومنازل عتيقة في المناطق الجنوبية من طهران. ويعيش الأثرياء في منازل فسيحة وجميلة في شمالي المدينة. ومدينة طهران بها العديد من الحدائق والمسارح. ومن بين متاحفها متحف الآثار ومتحف الأعراق البشرية (الإثنولوجي) وقصر كلستان، وبالمدينة عدد من الجامعات، وأكبرها جامعة طهران.
ومن أشهر معالمها شارع «ولي عصر» الذي يبلغ طوله 30 كم، وساحة آزادي، أي ساحة الحرية، وفيها النصب الحجري المرتفع الذي يٌعَدُّ رمز المدينة، وهو أخر ما بناه الشاه محمد رضا بهلوي. ويوجد في طهران العديد من الحدائق الجميلة والمسارح والمتاحف (متحف الآثار والمتحف الإثنولوجي ومتحف قصر جولستان) وتضم أيضاً عدداً كبيراً من المساجد البالغة الروعة بقبابها الفخمة ومآذنها النادرة المثال في الصنعة والنمنمة والفسيفساء.

## الاسم
تسمى طِهران (بكسر الطاء) باللغة الفارسية تهران، وقد وردت تفسيراتٌ كثيرةٌ حول تسميتها بهذا الاسم (تهران)، ولكن أكثر التفسيرات اعتماداً كان تفسير مجمع اللغة والأدب الفارسيين، وكان تفسيرهم للاسم يقول بأنَّ اسم تهران بالأصل مكوّن من كلمتين هما (ته) وتعني هذه الكلمة (تحت)، والكلمة الأخرى (ران) التي تعني (الأرض المنسبطة)، وفسَّروا أنَّ السبب في تسمية المدينة بهذا الاسم هو احتوائها على الكثير من الأماكن التي تصلح للاختباء من المهاجمين لها، وبذلك يكون معنى اسم المنطقة تهران هو (تحت الأرض).

## الموقع والجغرافيا

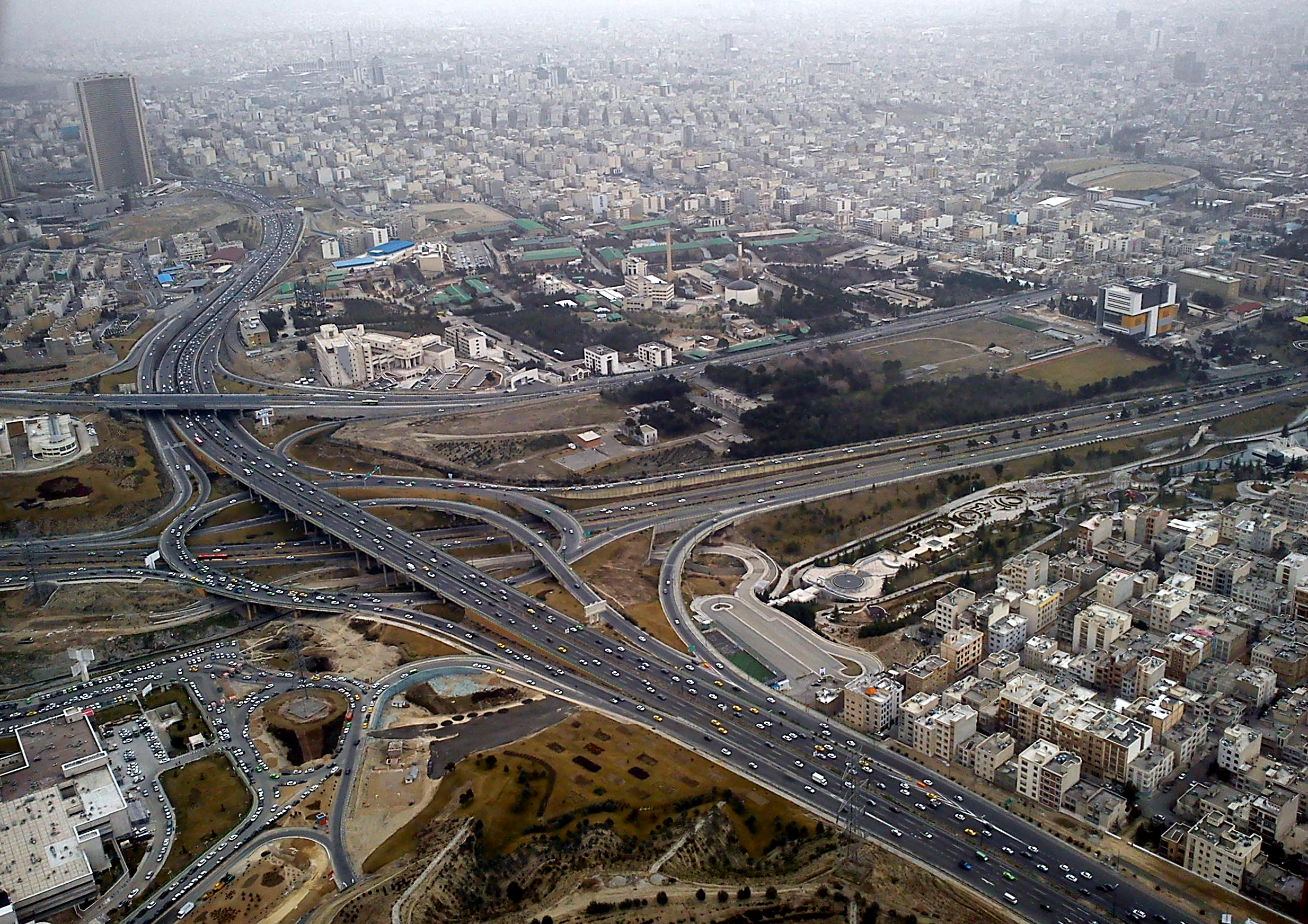
منظر لمدينة طهران من برج المیلاد

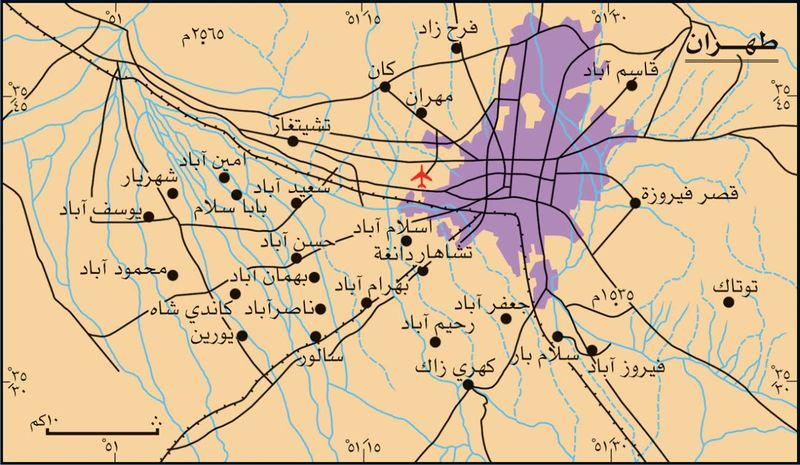
خريطة طهران وضواحيها

تقع مدينة طهران جنوب جبال ألبرز شمالي إيران تحت وبحكم موقع إيران فإن عواصم البلاد تعددت وتغيرت،  ويحدها من الجنوب سهل شبه صحراوي يسمى سهل الكوير وكلمة (كوير) تعني بالفارسية السهل المجدب. وتعتبر طهران العاصمة الثانية والثلاثون لإيران، ومن العواصم السابقة للبلاد مدينة شيراز التي انتقلت العاصمة منها إلى طهران. وتقع طهران على ارتفاع 1200 إلى 3700 متر فوق سطح البحر. وتشكل الثلوج التي تسقط على جبال البرز المصدر الرئيسي للمدينة بالمياه.
ويبلغ متوسط ارتفاعها عن مستوى سطح البحر حوالي 1100 مترا، كما يبلغ ارتفاع أعلى نقطة في شمالها حوالي 2000 مترا، كما يبلغ متوسط الارتفاع في أجزائها الشمالية 1200 مترا، ويبلغ متوسط الارتفاع في أجزائها الجنوبية 1050 مترا.
وتعتبر الثلوج التي تسقط على جبال البرز المصدر الرئيسي للمياه في مدينة طهران. كما تحيط بشوارع المدينة الممتدة من الشمال إلى الجنوب قنوات تصريف تمتليء بالمياه في فصل الربيع عند ذوبان الثلوج.

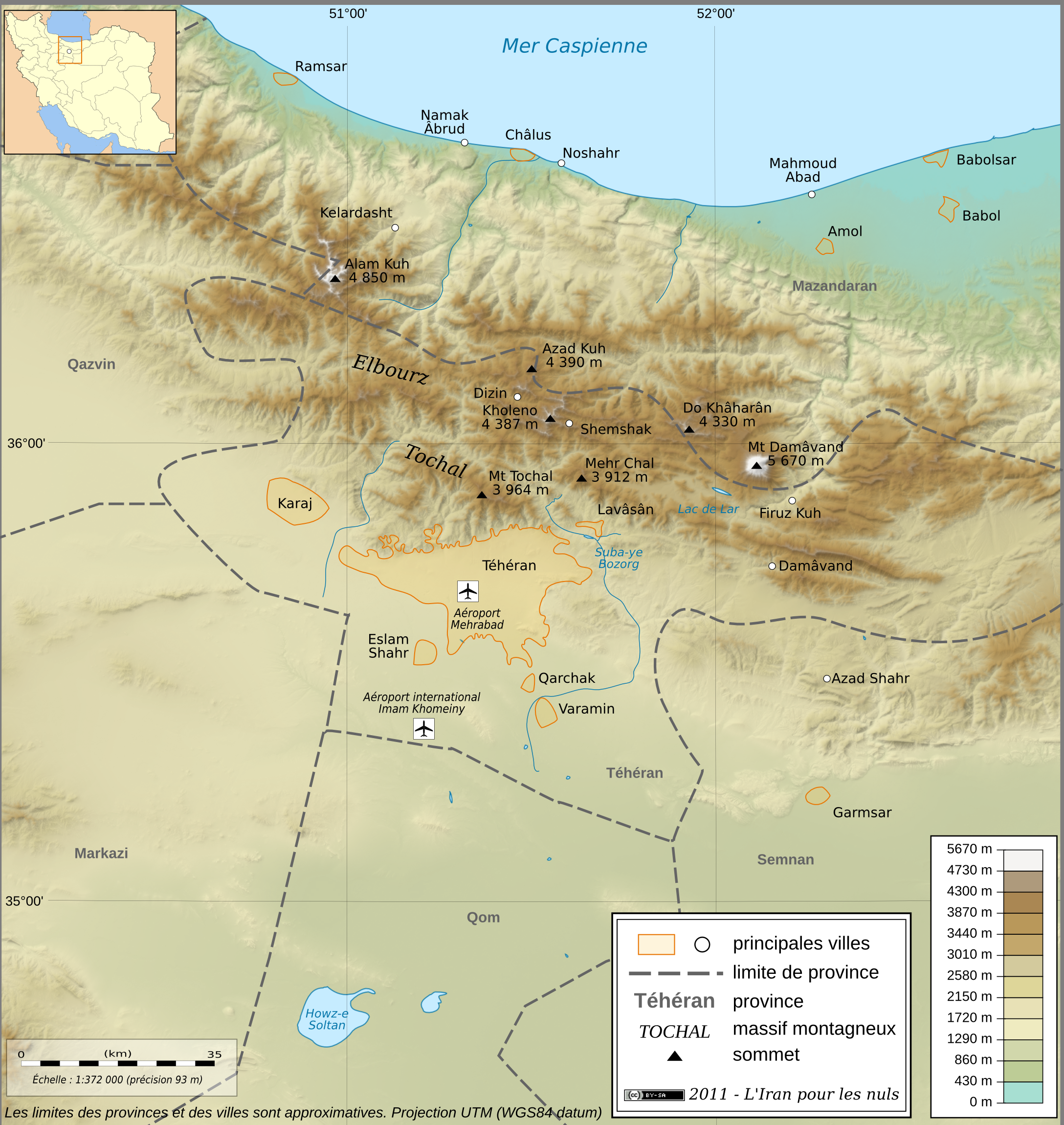
خارطة توضح موقع مدينة طهران في محافظة طهران

### المناخ
إن مناخ مدينة طهران يتأثر بالجبال في الشمال، والسهل في الجنوب، باستثناء الأجزاء الشمالية من طهران، فهي رطبة إلى حد ما، والطقس في الأجزاء الأخرى من المدينة دافئ نسبيا وجاف، وفي الشتاء يكون باردا قليلا، نسبة سقوط الأمطار في المدينة هو المتوسط ، والرياح متوسطية رطبة. وقد تسببت سلسلة جبال ألبرز، باعتبارها عائقا أمام تأثير العديد من التأثيرات الجوية، في جفاف طهران على جانب واحد وهدوء نسبي في جهة أخرى.
كانت أعلى نسبة لسقوط الأمطار في طهران في 21 من شهر أبريل عام 1962 م. استغرق الأمر 10 ساعات. وذكرت توقعات الطقس ان ذلك اليوم في طهران يعادل 6 سنوات مضت.
| البيانات المناخية لـTehran-Shomal (north of Tehran), Altitude: 1548.2 M from: 1988–2005 | البيانات المناخية لـTehran-Shomal (north of Tehran), Altitude: 1548.2 M from: 1988–2005 | البيانات المناخية لـTehran-Shomal (north of Tehran), Altitude: 1548.2 M from: 1988–2005 | البيانات المناخية لـTehran-Shomal (north of Tehran), Altitude: 1548.2 M from: 1988–2005 | البيانات المناخية لـTehran-Shomal (north of Tehran), Altitude: 1548.2 M from: 1988–2005 | البيانات المناخية لـTehran-Shomal (north of Tehran), Altitude: 1548.2 M from: 1988–2005 | البيانات المناخية لـTehran-Shomal (north of Tehran), Altitude: 1548.2 M from: 1988–2005 | البيانات المناخية لـTehran-Shomal (north of Tehran), Altitude: 1548.2 M from: 1988–2005 | البيانات المناخية لـTehran-Shomal (north of Tehran), Altitude: 1548.2 M from: 1988–2005 | البيانات المناخية لـTehran-Shomal (north of Tehran), Altitude: 1548.2 M from: 1988–2005 | البيانات المناخية لـTehran-Shomal (north of Tehran), Altitude: 1548.2 M from: 1988–2005 | البيانات المناخية لـTehran-Shomal (north of Tehran), Altitude: 1548.2 M from: 1988–2005 | البيانات المناخية لـTehran-Shomal (north of Tehran), Altitude: 1548.2 M from: 1988–2005 | البيانات المناخية لـTehran-Shomal (north of Tehran), Altitude: 1548.2 M from: 1988–2005 |
| الشهر                                                                                   | يناير                                                                                   | فبراير                                                                                  | مارس                                                                                    | أبريل                                                                                   | مايو                                                                                    | يونيو                                                                                   | يوليو                                                                                   | أغسطس                                                                                   | سبتمبر                                                                                  | أكتوبر                                                                                  | نوفمبر                                                                                  | ديسمبر                                                                                  | المعدل السنوي                                                                           |
| --------------------------------------------------------------------------------------- | --------------------------------------------------------------------------------------- | --------------------------------------------------------------------------------------- | --------------------------------------------------------------------------------------- | --------------------------------------------------------------------------------------- | --------------------------------------------------------------------------------------- | --------------------------------------------------------------------------------------- | --------------------------------------------------------------------------------------- | --------------------------------------------------------------------------------------- | --------------------------------------------------------------------------------------- | --------------------------------------------------------------------------------------- | --------------------------------------------------------------------------------------- | --------------------------------------------------------------------------------------- | --------------------------------------------------------------------------------------- |
| الدرجة القصوى °م (°ف)                                                                   | 16.4 (61.5)                                                                             | 19.0 (66.2)                                                                             | 23.8 (74.8)                                                                             | 33.6 (92.5)                                                                             | 33.6 (92.5)                                                                             | 37.8 (100.0)                                                                            | 39.8 (103.6)                                                                            | 39.4 (102.9)                                                                            | 35.6 (96.1)                                                                             | 31.2 (88.2)                                                                             | 23.0 (73.4)                                                                             | 19.0 (66.2)                                                                             | 39.8 (103.6)                                                                            |
| متوسط درجة الحرارة الكبرى °م (°ف)                                                       | 6.1 (43.0)                                                                              | 8.1 (46.6)                                                                              | 12.9 (55.2)                                                                             | 19.8 (67.6)                                                                             | 25.0 (77.0)                                                                             | 31.2 (88.2)                                                                             | 33.9 (93.0)                                                                             | 33.5 (92.3)                                                                             | 29.3 (84.7)                                                                             | 22.4 (72.3)                                                                             | 14.3 (57.7)                                                                             | 8.6 (47.5)                                                                              | 20.4 (68.8)                                                                             |
| متوسط درجة الحرارة الصغرى °م (°ف)                                                       | −1.5 (29.3)                                                                             | −0.2 (31.6)                                                                             | 4.0 (39.2)                                                                              | 9.8 (49.6)                                                                              | 14 (57)                                                                                 | 19.6 (67.3)                                                                             | 22.6 (72.7)                                                                             | 21.9 (71.4)                                                                             | 17.5 (63.5)                                                                             | 11.6 (52.9)                                                                             | 5.4 (41.7)                                                                              | 1.0 (33.8)                                                                              | 10.5 (50.8)                                                                             |
| أدنى درجة حرارة °م (°ف)                                                                 | −11.4 (11.5)                                                                            | −11.0 (12.2)                                                                            | −8.0 (17.6)                                                                             | −1.6 (29.1)                                                                             | 3.0 (37.4)                                                                              | 12.0 (53.6)                                                                             | 15.4 (59.7)                                                                             | 13.5 (56.3)                                                                             | 8.8 (47.8)                                                                              | 2.6 (36.7)                                                                              | −5.2 (22.6)                                                                             | −9.6 (14.7)                                                                             | −11.4 (11.5)                                                                            |
| الهطول مم (إنش)                                                                         | 63.1 (2.48)                                                                             | 66.5 (2.62)                                                                             | 83.3 (3.28)                                                                             | 50.1 (1.97)                                                                             | 27.1 (1.07)                                                                             | 4.0 (0.16)                                                                              | 4.2 (0.17)                                                                              | 3.2 (0.13)                                                                              | 3.4 (0.13)                                                                              | 16.5 (0.65)                                                                             | 41.3 (1.63)                                                                             | 66.3 (2.61)                                                                             | 429 (16.9)                                                                              |
| متوسط الأيام الممطرة                                                                    | 12.3                                                                                    | 10.9                                                                                    | 12.3                                                                                    | 10.0                                                                                    | 8.9                                                                                     | 3.3                                                                                     | 3.4                                                                                     | 1.6                                                                                     | 1.3                                                                                     | 5.8                                                                                     | 8.6                                                                                     | 10.7                                                                                    | 89.1                                                                                    |
| متوسط الأيام المثلجة                                                                    | 8.9                                                                                     | 6.6                                                                                     | 2.5                                                                                     | 0.1                                                                                     | 0.1                                                                                     | 0                                                                                       | 0                                                                                       | 0                                                                                       | 0                                                                                       | 0                                                                                       | 0.6                                                                                     | 4.9                                                                                     | 23.7                                                                                    |
| متوسط الرطوبة النسبية (%)                                                               | 67                                                                                      | 59                                                                                      | 53                                                                                      | 44                                                                                      | 39                                                                                      | 30                                                                                      | 31                                                                                      | 31                                                                                      | 33                                                                                      | 44                                                                                      | 57                                                                                      | 66                                                                                      | 46                                                                                      |
| ساعات سطوع الشمس الشهرية                                                                | 137.2                                                                                   | 151.1                                                                                   | 186.0                                                                                   | 219.1                                                                                   | 279.8                                                                                   | 328.7                                                                                   | 336.6                                                                                   | 336.8                                                                                   | 300.5                                                                                   | 246.8                                                                                   | 169.4                                                                                   | 134.1                                                                                   | 2٬826٫1                                                                                 |
| المصدر:                                                                                 |                                                                                         |                                                                                         |                                                                                         |                                                                                         |                                                                                         |                                                                                         |                                                                                         |                                                                                         |                                                                                         |                                                                                         |                                                                                         |                                                                                         |                                                                                         |

## التقسيم الإداري لبلدية طهران

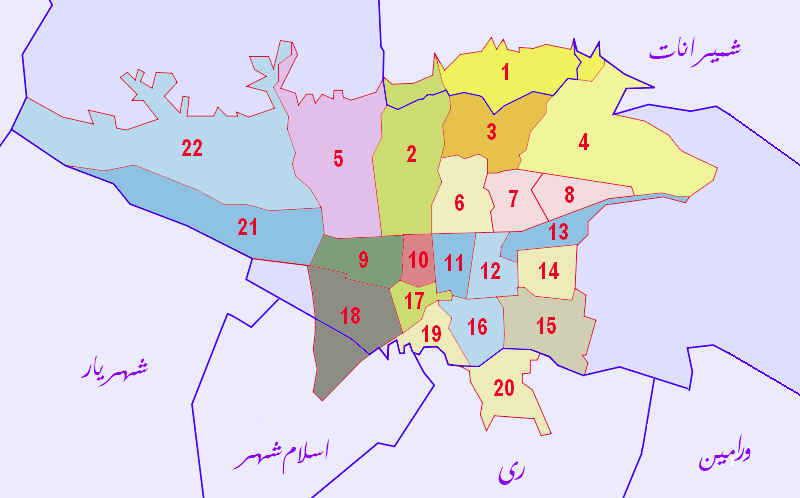
خريطة مناطق طهران

تنقسم بلدية طهران ( شهرداری تهران ) إلى 22 منطقة، ولكل منها مركز إداري خاص بها. ومن بين المناطق البلدية الـ 22، تقع 20 منطقة في المنطقة المركزية لمقاطعة طهران، بينما تقع المنطقتان 1 و 20 في مقاطعتي شميرانات وراي على التوالي وكل منطقة منها مقسمة إلى أحياء.

### المناطق
المنطقة 1 بلدية طهران.
المنطقة 2 بلدية طهران.
المنطقة 3 بلدية طهران.
المنطقة 4 بلدية طهران.
المنطقة 5 بلدية طهران.
المنطقة 6 بلدية طهران.
المنطقة 7 بلدية طهران.
المنطقة 8 بلدية طهران.
المنطقة 9 بلدية طهران.
المنطقة 10 بلدية طهران.
المنطقة 11 بلدية طهران.
المنطقة 12 بلدية طهران.
المنطقة 13 بلدية طهران.
المنطقة 14 بلدية طهران.
المنطقة 15 بلدية طهران.
المنطقة 16 بلدية طهران.
المنطقة 17 بلدية طهران.
المنطقة 18 بلدية طهران.
المنطقة 19 بلدية طهران.
المنطقة 20 بلدية طهران.
المنطقة 21 بلدية طهران.
المنطقة 22 بلدية طهران.

## السكان
تتألف تركيبة السكان لمدينة طهران من العديد من الطوائف والعرقيات، ويعود هذا التنوع إلى الأحداث التي شهدتها المدينة خلال القرن العشرين، حيث هاجر الكثير من السكان من كافة مناطق إيران باتجاه العاصمة. وتضم المدينة بالإضافة إلى الفرس نسبة واضحة من الإيرانيين من القومية الأذرية، المازندرانية، الجيلانية والأكراد. كما يوجد في طهران جميع مكونات الشعب الإيراني من العرب والأرمن والبلوش واللور وغيرهم، باعتبارها العاصمة وأكبر مدن البلاد. إضافة إلى ذلك، تضم المدينة العديد من المساجد التاريخية وبعض الكنائس المسيحية.

التوسع في المساحة الحضرية في طهران من 1364 هجري شمسي 1985 ميلادي إلى إلى 1388 هجري شمسي 2009 ميلادي
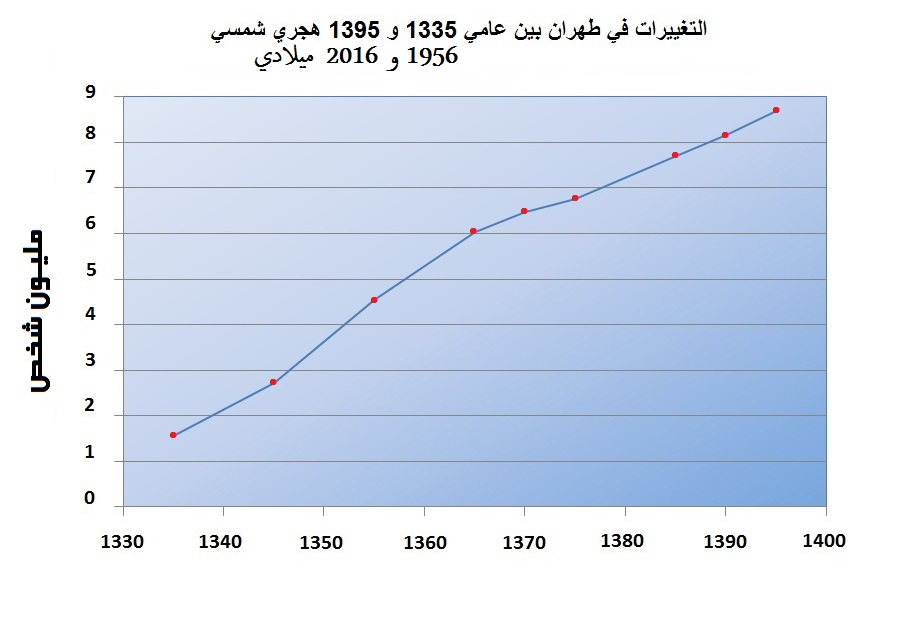
التغييرات في طهران بين عام 1335 هجري شمسي 1956 ميلادي  إلى 1395 هجري شمسي 2016 ميلادي

| ذكور    | فئة عمرية | إناث    |
| ------- | --------- | ------- |
| 242٬352 | 65+       | 227٬040 |
| 112٬843 | 60–64     | 104٬196 |
| 147٬780 | 55–59     | 139٬638 |
| 204٬449 | 50–54     | 195٬527 |
| 246٬788 | 45–49     | 246٬425 |
| 290٬011 | 40–44     | 283٬588 |
| 330٬269 | 35–39     | 314٬525 |
| 348٬653 | 30–34     | 330٬030 |
| 455٬303 | 25–29     | 442٬200 |
| 529٬545 | 20–24     | 507٬001 |
| 398٬663 | 15–19     | 372٬904 |
| 275٬356 | 10–14     | 261٬737 |
| 254٬092 | 5–9       | 243٬245 |
| 241٬615 | 0–4       | 229٬904 |

| قوميات وأعراق طهران      | قوميات وأعراق طهران      | قوميات وأعراق طهران | قوميات وأعراق طهران | قوميات وأعراق طهران |
| ------------------------ | ------------------------ | ------------------- | ------------------- | ------------------- |
| القومية أو العرق         | القومية أو العرق         |                     | بالمئة              | بالمئة              |
| الفرس                    | الفرس                    |                     | 66.4%               | 66.4%               |
| الأتراك الآذريون (الاذر) | الأتراك الآذريون (الاذر) |                     | 25.2%               | 25.2%               |
| جيلاك                    | جيلاك                    |                     | 6.2%                | 6.2%                |
| اللور                    | اللور                    |                     | 0.8%                | 0.8%                |
| الأكراد                  | الأكراد                  |                     | 0.5%                | 0.5%                |
| باقي القوميات أو الأعراق | باقي القوميات أو الأعراق |                     | 0.4%                | 0.4%                |

## التاريخ
تتعدد التفسيرات لاسم مدينة طهران وهو (تهران) بالفارسية، ولكن التفسير المعتمد من قبل مجمع اللغة والأدب الفارسيين هو أن الاسم يتكون في الأصل من كلمتين وهما كلمة (ته) وتعني (تحت) وكلمة (ران) وتعني (الأرض المنبسطة) ويقال أن السبب وراء هذه التسمية هو أن تهران -و على اعتبار أنها تتموضع عند أقدام جبال البرز- كانت تحوي الكثير من أماكن الاختباء من المهاجمين لها وبهذا يكون معنى كلمة (تهران) هو (تحت الأرض).
كانت طهران قديماً عبارة عن قرية صغيرة تتبع مدينة الري وتقع بين هذه الأخيرة وبين سفوح جبال البرز، وتوجد مدينة الري حالياً جنوب مدينة طهران وتتصل بها عمرانياً. أصبحت طهران عاصمة لإيران في عام 1795 عندما قام ملك القاجار آغا محمد خان (1742-1797) م بنقل العاصمة إليها من مدينة شيراز.

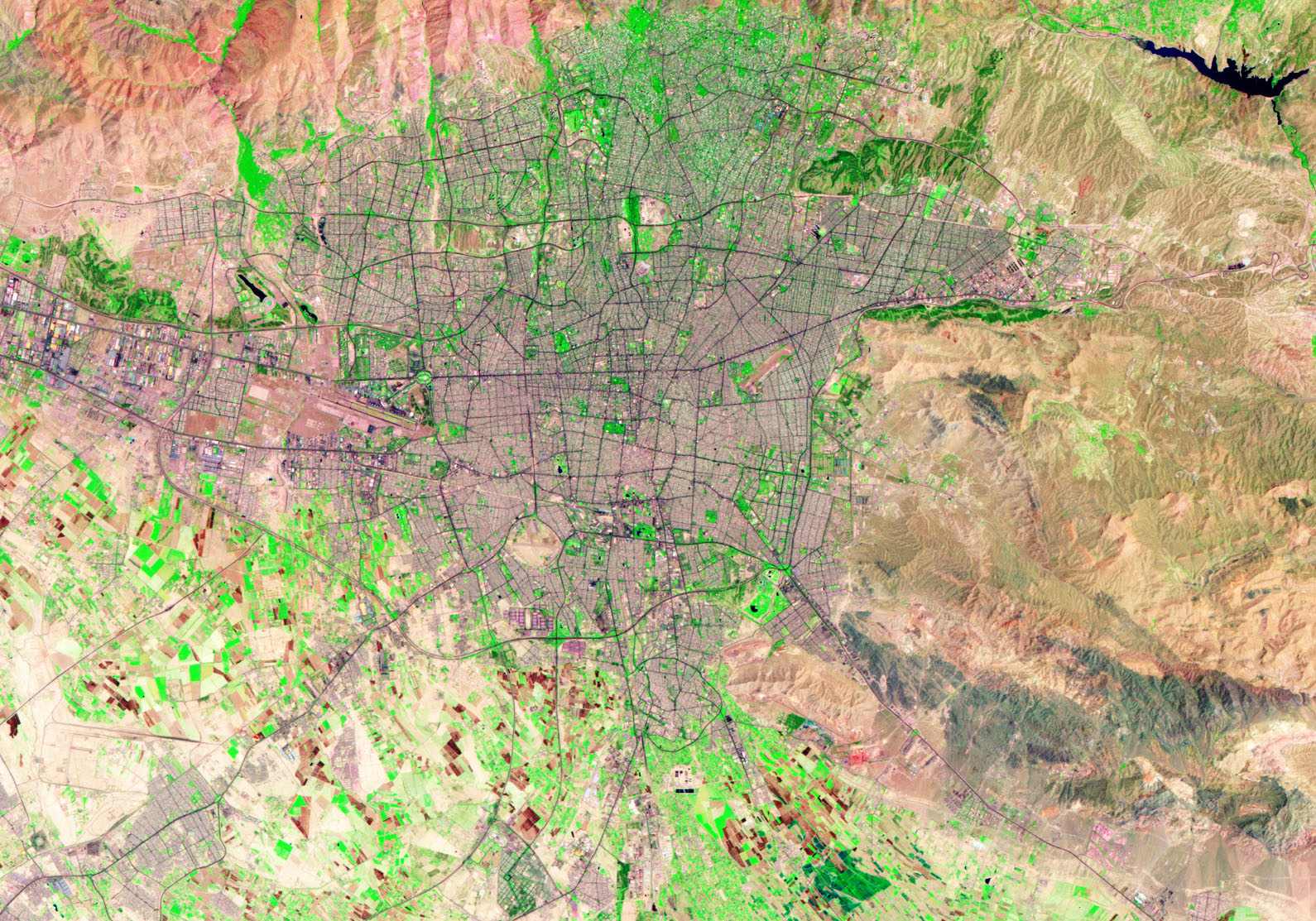
صورة لمدينة طهران من القمر الصناعي

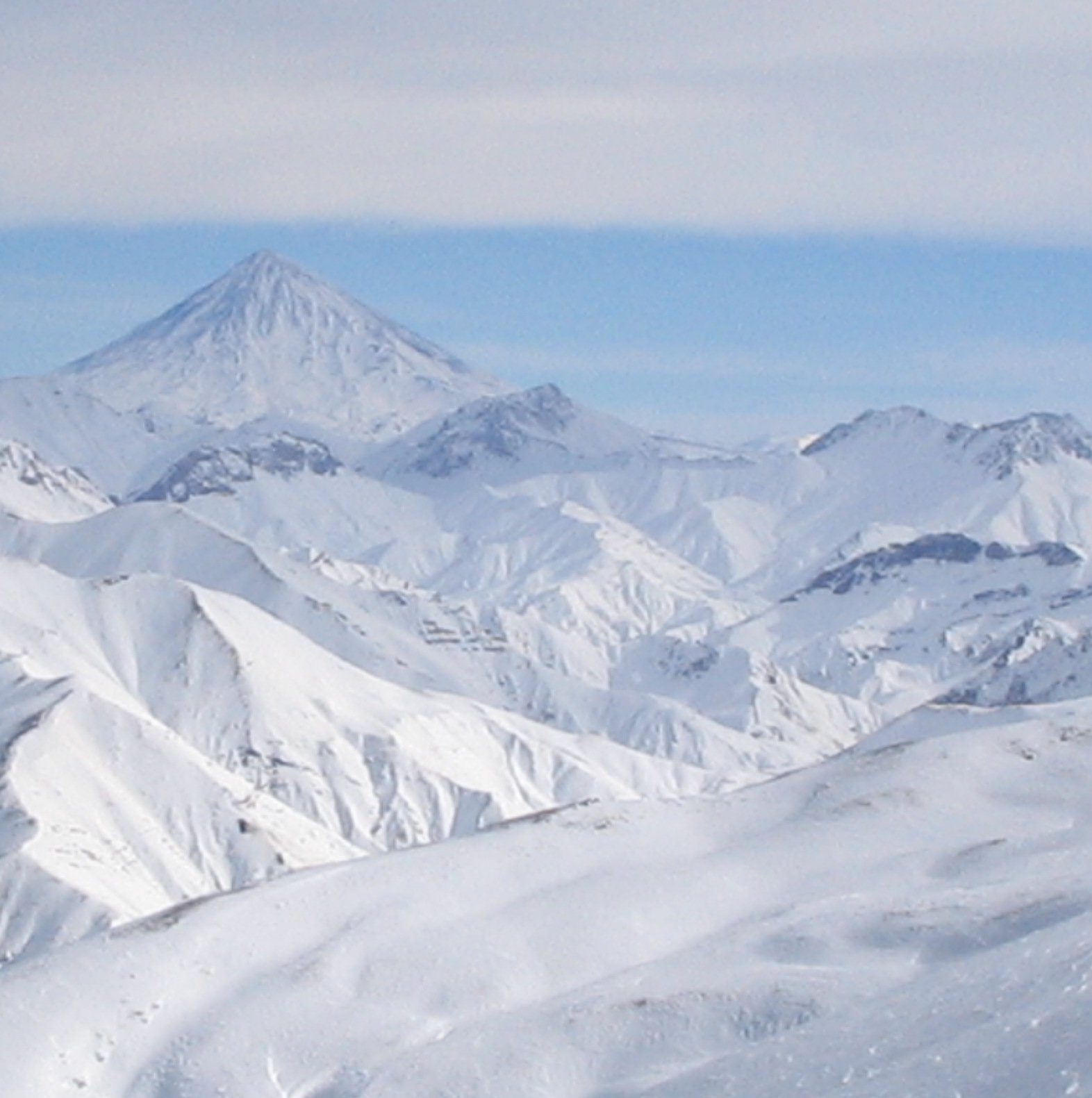
جبل دماوند والواقع في جنوب محافظة مازندران وتقع شمال محافظة طهران

### الري

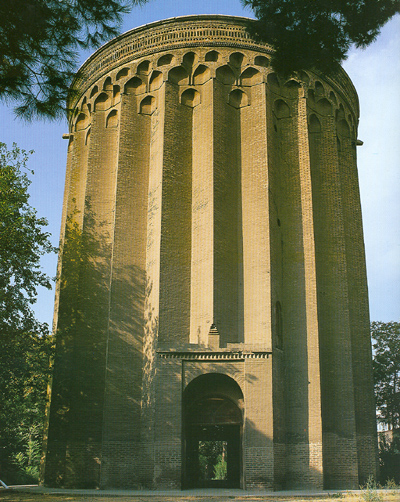
برج طغرل الأثري الذي بناه السلاجقة وما يزال قائماً في الري

الري هي مدينة تاريخية تقع بالقرب من طهران، وهي مدينة طهران القديمة، فتحت الري في عهد الخليفة الثاني عمر بن الخطاب وذلك بقيادة نعيم بن مقرن، ويقال أن زرادشت قد خرج منها. كما ينسب إليها عدد من علماء المسلمين ومنهم فخر الدين الرازي صاحب تفسير مفاتيح الغيب، والكيميائي محمد بن زكريا الرازي والفلكي عبد الرحمن الصوفي.

## الاقتصاد
يشكل النشاط الاقتصادي في مدينة طهران حوالي 40% من النشاط الاقتصادي الكلي للبلاد. وتعمل أعداد كبيرة من سكانها في الدوائر الحكومية، ومن بين أنشطتها الاقتصادية المصارف والبناء والتشييد والنفط. وتنتج المصانع في طهران الطوب والمنسوجات والسجائر وغيرها من المنتوجات.
وتضم في وسطها متاجر قديمة يعرض التجار فيها منسوجات ومجوهرات ومصنوعات يدوية في سوق يرجع تاريخه إلى مئات السنين.
ويتركز أكثر من نصف الصناعات الأساسية الإيرانية في طهران، مثل صناعة النسيج والإسمنت والسكر والصناعات الكهربائية والكيميائية وصناعات تطوير الأسلحة وغرها من الصناعات. وتوفر الحافلات وسيارات الأجرة خدمات للمواصلات العامة. وهناك مطار دولي في غرب المدينة.

## التعليم والثقافة
تضم طهران نحو 40% من المؤسسات التعليمية الإيرانية (جامعة طهران، جامعة شريف للعلوم التقنية، جامعة إيران للعلوم الطبية والصحية. وغيرها من المعاهد العلمية)، ونحو 40% من طلاب الجامعات الإيرانية. وفيها المكتبات العامة التي تقدم خدماتها للمواطنين، ومن أشهرها: مكتبة إيران الوطنية التي تضم مجموعة كبيرة من المخطوطات القديمة، ومكتبة الكنوز الوطنية. كما يوجد فيها العديد من المسارح الفنية والمنشآت الرياضية، ولا سيما التي بنيت لاستقبال ألعاب البطولة الآسيوية عام 1974 (صالة أزادي التي تتسع لـ 100 ألف متفرج).

## المواصلات

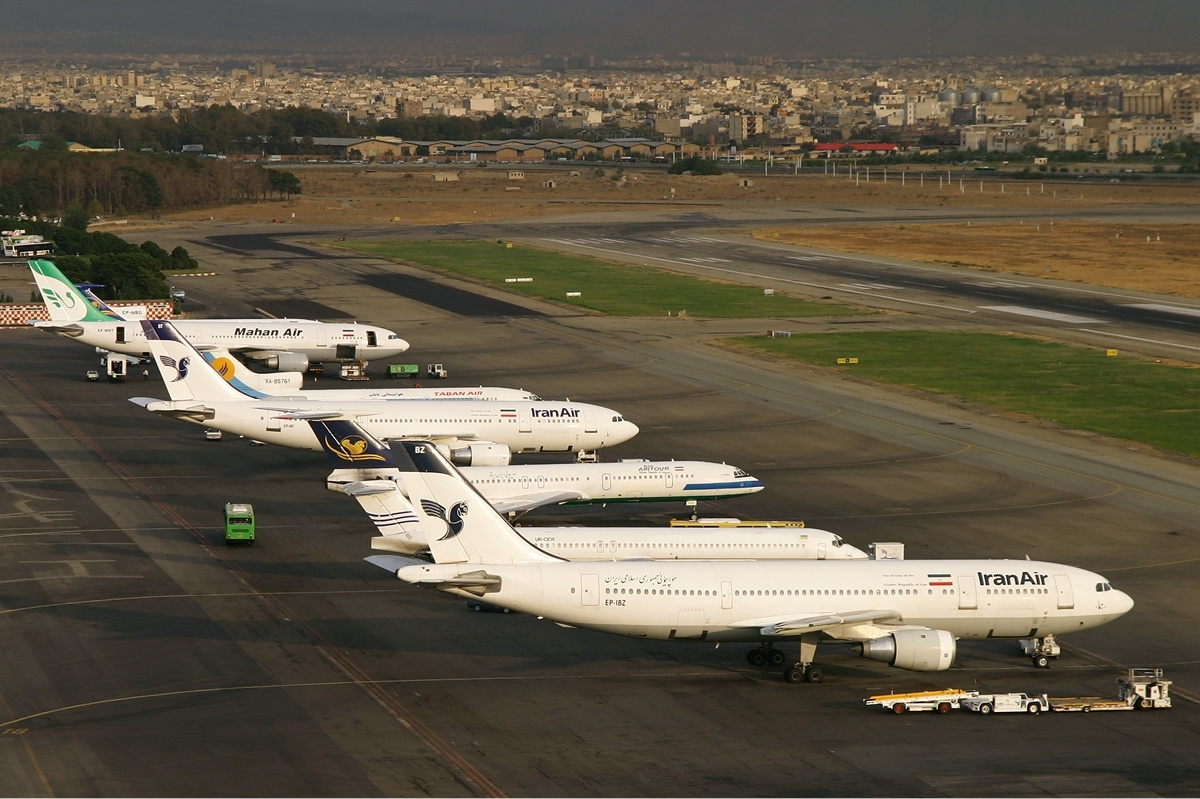
مطار مهرآباد الدولي

يوجد في طهران شبكة حديثة من الشوارع والطرق السريعة على الرغم من افتقار المدينة للكثير من الأنفاق والجسور في بعض العقد المسببة للاختناقات المرورية في المدينة.
تغطي شبكة كبيرة من الحافلات جميع أجزاء مدينة طهران ومحافظتها، كما يوجد بها مجمع كبير للحافلات التي تنطلق منها إلى جميع المحافظات الإيرانية، ويقع هذا المجمع بالقرب من ميدان آزادي والذي يتوسطه برج آزادي.
كما يوجد في مدينة طهران محطة كبيرة للقطارات وتشكل المدينة العقدة الرئيسية في شبكة السكك الحديدية في إيران حيث تصل هذه الشبكة إلى معظم المناطق في البلاد.
افتتحت شبكة مترو الأنفاق في طهران عام 2001، حيث نشأت فكرة إنشاء مترو الانفاق فيها منذ عام 1971، وتعثرت الفكرة لأسباب متعددة منها الثورة الإسلامية في إيران والحرب الإيرانية العراقية في الثمانينيات إضافة لأسباب أخرى.
يوجد بها مطاران هما: مطار الإمام الخميني الدولي ويسمى أيضاً (مطار مهرباد2)، ومطار مهرباد الداخلي.

## العمارة

### المعالم

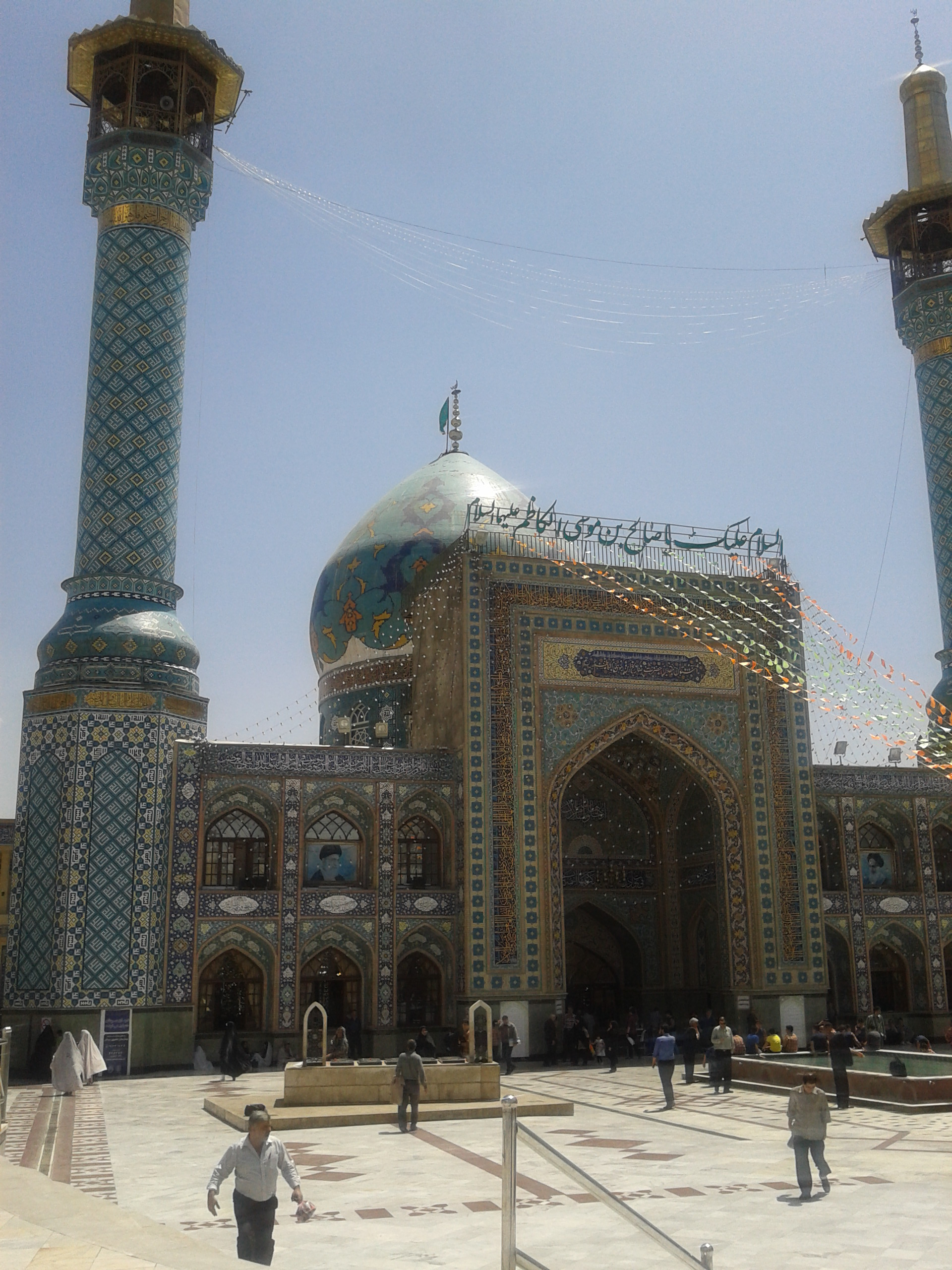
مرقد السيد صالح في طهران

تضم المدينة العديد من الحدائق والمسارح والجامعات والمدارس، والعديد من المعالم والمتاحف التاريخية ومن بينها متحف الآثار ومتحف الأعراق البشرية وقصر غلستان، وقصر نياوران وقصر كوشك أحمد شاهي وقصر صاحبقرانية وقصر المرمر. كما تضم المدينة عددا من الجامعات التي من بينها جامعة طهران.
وتضم كذلك العديد من المساجد التاريخية وبعض الكنائس المسيحية. وتضم المدينة ملعب أزادي طهران، وهو أكبر منشأة رياضية، وكذلك برج آزدي في ميدان آزدي.

## أهم معالم طهران
| برج آزادي هو أحد معالم مدينة طهران يعتبر برج آزادي والذي يتوسط ميدان آزادي وهو أكبر ميادين طهران وإيران، المعلم الأهم للمدينة ورمزاً لهذه المدينة.                                              |
| ملعب آزادي هو من أهم معالم مدينة طهران ويعتبر أكبر متشأة رياضية في إيران تم بناء الملعب سنة 1971م يتسع الملعب لأكثر من 95.000 مشاهد.                                                           |
| مطار مهر آباد الدولي هو ثاني أهم مطار في العاصمة الإيرانية طهران كان المطار الرئيسي للمدينة قبل أن يتم تأسيس مطار الإمام الخميني الدولي.                                                       |
| بازار طهران الكبير هو أحد معالم مدينة طهران ومن أشهر وأقدم الأسواق في العالم يقع في ساحة الأرجنتين وسط مدينة طهران يحتوي على 10 مداخل.                                                         |
| برج الميلاد هو أطول برج في إيران يبلغ ارتفاع البرج 435 متر مربع وتم افتتاح البرج في عام 2008 يستخدم لمهام عديدة منها تحسين خدمة الإنترنت الإتصالات وكذلك يحتوي البرج على مطاعم وفندق خمس نجوم. |

كما تضم المدينة العديد من القصور والتي بني معظمها في عهد القاجار وفي عهد الدولة البهلوية، ومن أهم هذه القصور، قصر نياوران وقصر كوشك أحمد شاهي وقصر صاحبقرانيه وقصر (گلستان)(يلفظ الحرف گ كالجيم في اللهجة المصرية) وقصر المرمر وغيرها.

## مشاكل تواجهها طهران المعاصرة
من أهم المشاكل التي تواجه طهران حاليا هي أزمات المرور الخانقة ونسبة التلوث المرتفعة في الجو، وما ينتج عنها من مشاكل تنفسية للسكان إضافة للاحتمالات القوية لتعرض المدينة لزلزال عنيف بسبب وقوع المدينة على الصدع الزلزالي الأعمق في المنطقة الواقعة جنوب جبال البرز، لدرجة أن الحكومة بدأت تفكر جديا في إنشاء عاصمة أخرى للتقليل من هذه المشاكل التي تواجهها المدينة المكتظة رغم أن المشروع تأجل بسبب التكاليف.

### التلوث في طهران
هناك اتهامات وجهت إلى الحكومة الإيرانية بالوقوف وراء التلوث بعد إصدار أوامر لخمسة مصانع بتروكيماويات كبرى على الأقل بالتحول لإنتاج الغازولين بعدما دفعت ضغوط غربية الكثير من كبريات شركات التكرير في العالم لوقف الواردات لإيران، إلا أن الحكومة الإيرانية نفت تلك الاتهامات.

## العلاقات الدولية

### التوأمة - المدن الشقيقة
| البلد                    | البلد                    | المدينة | المدينة      | الدولة / الإقليم / المنطقة / المحافظة | الدولة / الإقليم / المنطقة / المحافظة    | التاريخ   |
| ------------------------ | ------------------------ | ------- | ------------ | ------------------------------------- | ---------------------------------------- | --------- |
| كوريا الجنوبية           | كوريا الجنوبية           |         | سيول         |                                       | سيول منطقة العاصمة الوطنية               | 1963      |
| الولايات المتحدة         | الولايات المتحدة         |         | لوس انجليس   |                                       | كاليفورنيا                               | 1972      |
| المملكة المتحدة          | المملكة المتحدة          |         | لندن         |                                       | لندن الكبرى                              | 1993      |
| قرغيزستان                | قيرغيزستان               |         | بيشكك        |                                       | بيشكك مقاطقة مقاطعة تشوي (تشوي أوبلاستي) | 1994      |
| الكويت                   | الكويت                   |         | مدينة الكويت |                                       | مدينة الكويت جون الكويت (خليج الكويت)    | 1995      |
| السودان                  | السودان                  |         | الخرطوم      |                                       | ولاية الخرطوم                            | 1996:     |
| فرنسا                    | فرنسا                    |         | باريس        |                                       | باريس إيل دو فرانس                       | 2000:     |
| دولة فلسطين              | فلسطين                   |         | القدس        |                                       | القدس                                    | 2000:     |
| كوبا                     | كوبا                     |         | هافانا       |                                       | إقليم هافانا ‏                            | 2001      |
| جنوب إفريقيا             | جنوب أفريقيا             |         | بريتوريا     |                                       | خاوتينغ                                  | 2002      |
| اليمن                    | اليمن                    |         | صنعاء        |                                       | صنعاء                                    | 2004:     |
| روسيا                    | روسيا                    |         | سانت بطرسبرغ |                                       | سانت بطرسبرغ                             | 2004      |
| فنزويلا                  | فنزويلا                  |         | كاراكاس      |                                       | المركز الإداري للعاصمة كاراكاس           | 2005      |
| تركيا                    | تركيا                    |         | إسطنبول      |                                       | إسطنبول                                  | 2006      |
| العراق                   | العراق                   |         | بغداد        |                                       | بغداد محافظة بغداد                       | 2008:     |
| فيتنام                   | فيتنام                   |         | هانوي        |                                       | هانوي                                    | 2012:     |
| تركيا                    | تركيا                    |         | أنقرة        |                                       | أنقرة                                    | 2013      |
| بيلاروس                  | روسيا البيضاء            |         | مينسك        |                                       | إقليم مينسك                              | 2006      |
| الصين                    | الصين                    |         | بكين         |                                       | بكين                                     | 2006      |
| البرازيل                 | البرازيل                 |         | برازيليا     |                                       | المنطقة المركزية الغربية (البرازيل)      | 2006      |
| طاجيكستان                | طاجيكستان                |         | دوشنبه       |                                       |                                          | 2006      |
| الإمارات العربية المتحدة | الإمارات العربية المتحدة |         | دبي          |                                       | إمارة دبي                                | 2012      |
| الإمارات العربية المتحدة | الإمارات العربية المتحدة |         | أبوظبي       |                                       | إمارة أبوظبي                             |           |
| الفلبين                  | الفلبين                  |         | مانيلا       |                                       | كومنولث الفلبين                          | 2008–2009 |
| الصين                    | الصين                    |         | بكين         |                                       | بكين                                     | 2014:     |
| المجر                    | المجر                    |         | بودابست      |                                       | بودابست                                  | 2015:     |
| جورجيا                   | جورجيا                   |         | تبليسي       |                                       | تبليسي                                   | 2015:     |
| أفغانستان                | أفغانستان                |         | كابل         |                                       | كابل                                     | 2015:     |
| روسيا                    | روسيا                    |         | موسكو        |                                       | موسكو منطقة فيدرالية مركزية              | 2015:     |
| إيطاليا                  | إيطاليا                  |         | ميلانو       |                                       | ميلانو إقليم لومبارديا                   |           |
| الصين                    | الصين                    |         | غوانزو       |                                       | غوانزو                                   |           |
| الصين                    | الصين                    |         | شانغهاي      |                                       | شانغهاي                                  |           |
| اليابان                  | اليابان                  |         | طوكيو        |                                       | طوكيو هونشو                              |           |

وقد وقعت طهران أيضًا التعاون المتبادل والتفاهم مع عدد من المدن بما فيها بغداد (العراق)، كابول (أفغانستان)، باريس (فرنسا) وميلانو (إيطاليا)، وسانت بطرسبرغ (روسيا).

## معرض الصور

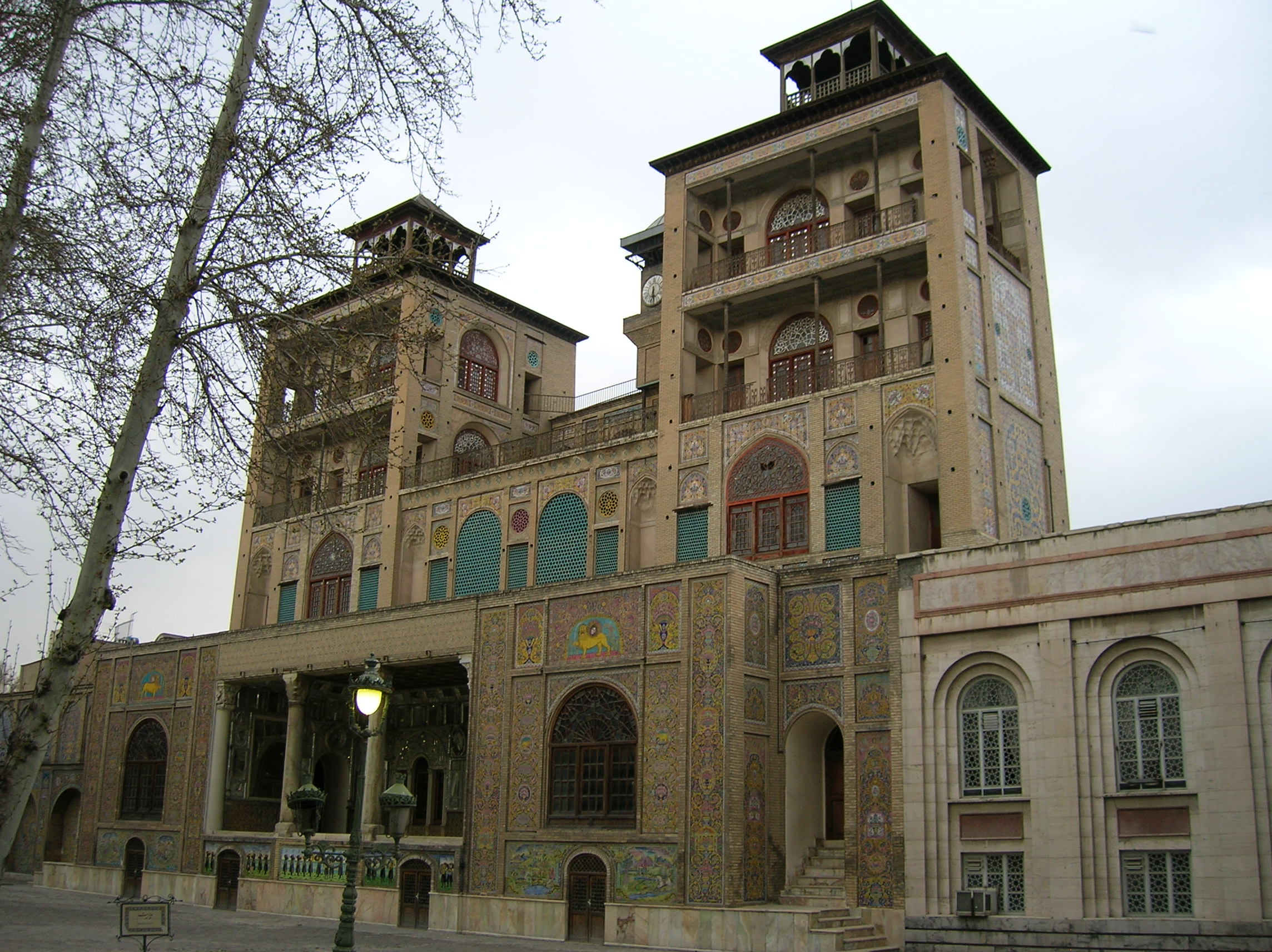
قصر جلستان
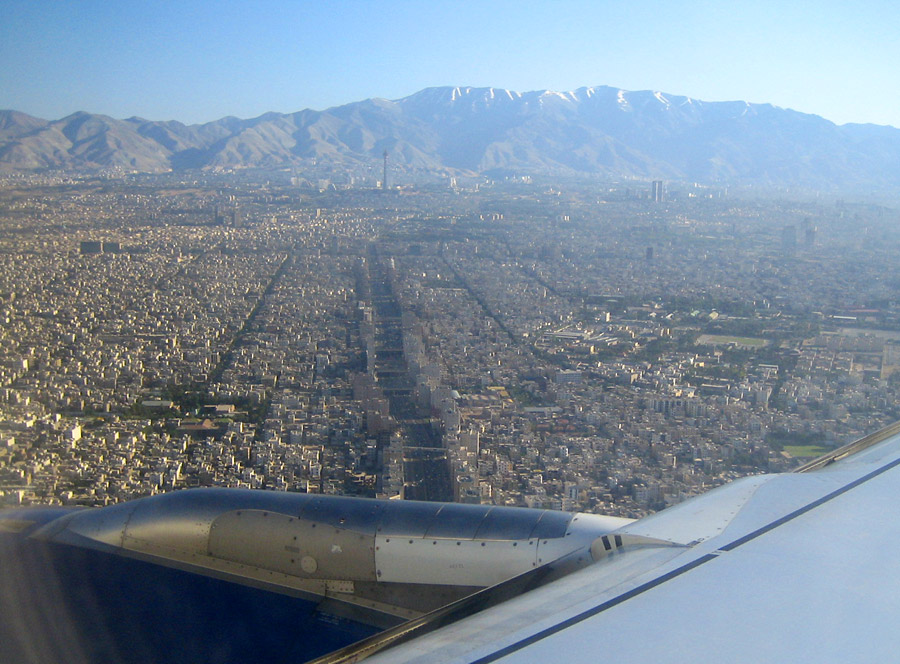
منظر لجنوب مدينة طهران
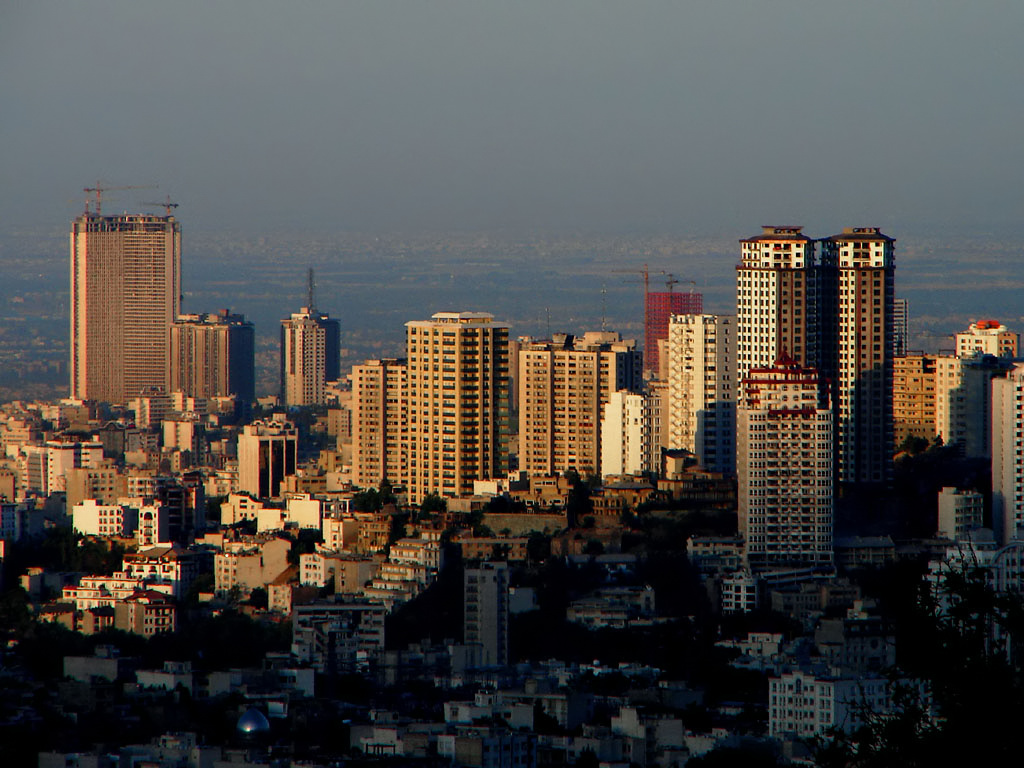
أبراج مدينة طهران
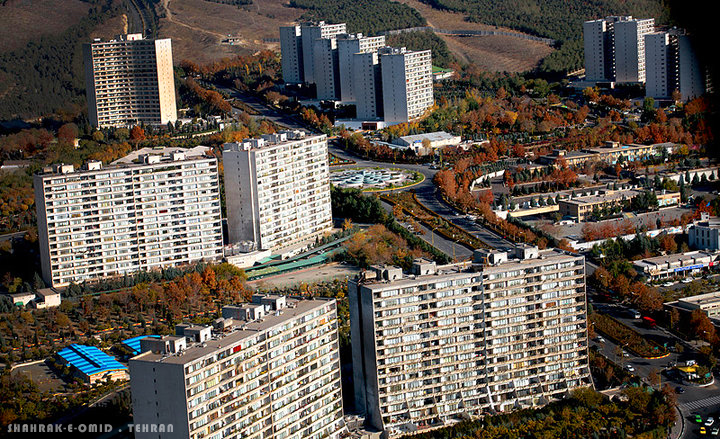
شهرک امید، شمال شرق طهران
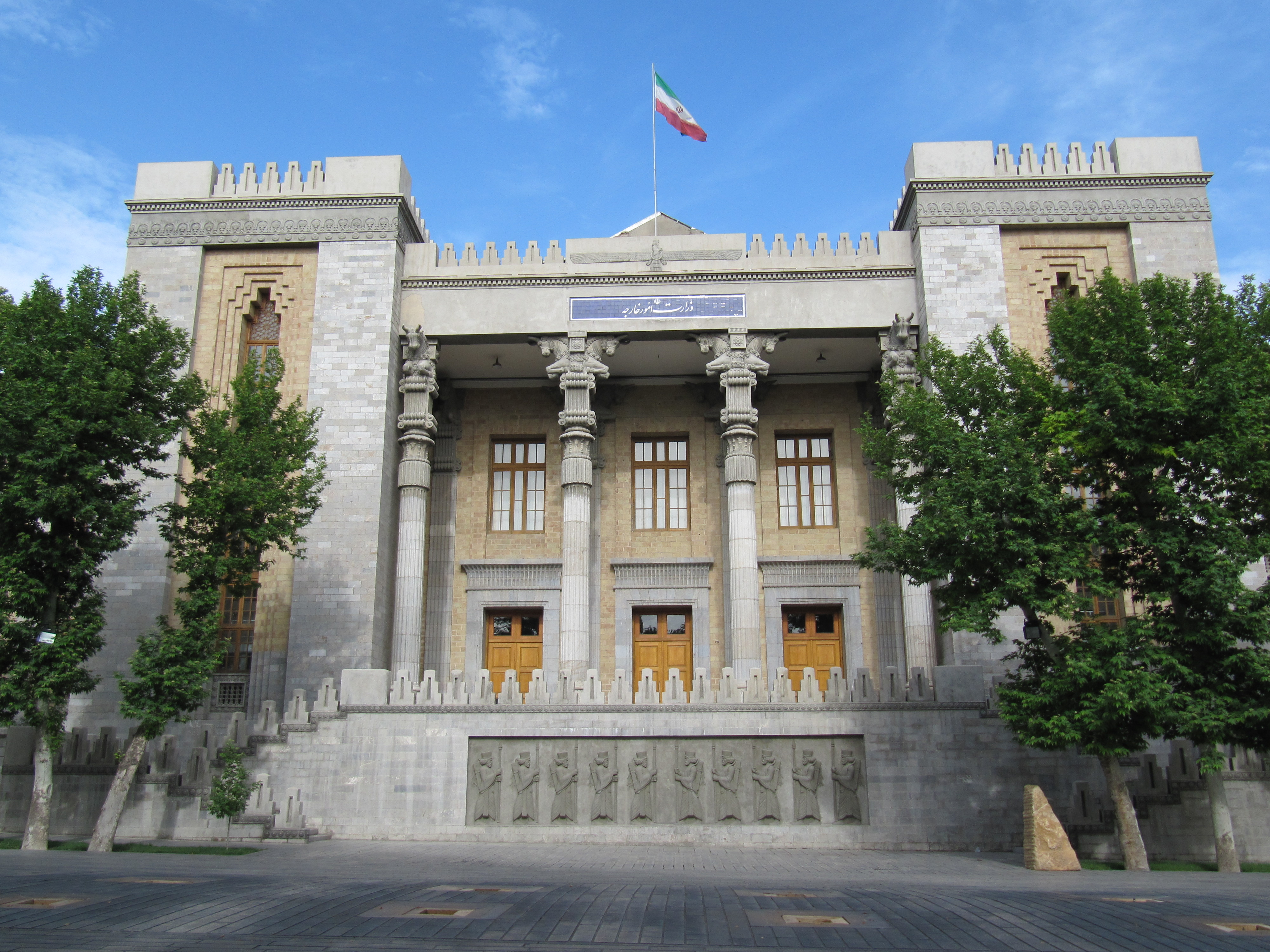
مبنى وزارة الخارجية الإيرانية
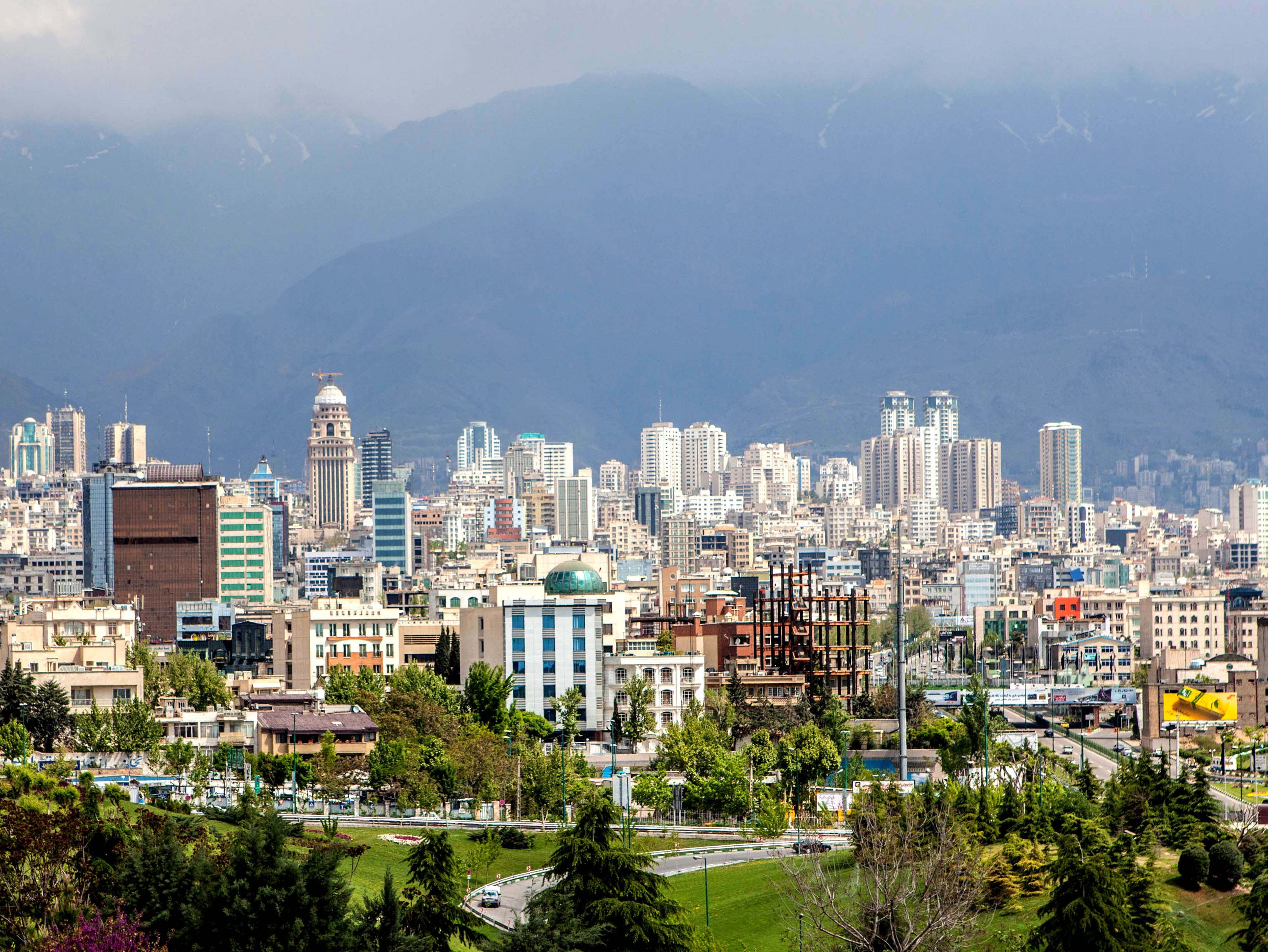
أبراج شمال مدينة طهران

## الرياضة

### كرة القدم
كرة القدم هي الرياضة الأكثر شعبية في طهران كما هو الحال في باقي مناطق إيران. ويعد نادي طهران الرياضي من أول الأندية المشهورة فقد تأسس في عام 1923م.

## وصلات خارجية
- الموقع الرسمي لبلدية طهران.
- الموقع الرسمي لإذاعة طهران.
- الموقع الرسمي لجامعة طهران.
- الموقع الرسمي لمطار مراباد الدولي (طهران).
- الموقع الرسمي لإدارة سكة حديد طهران).